# Deems Taylor

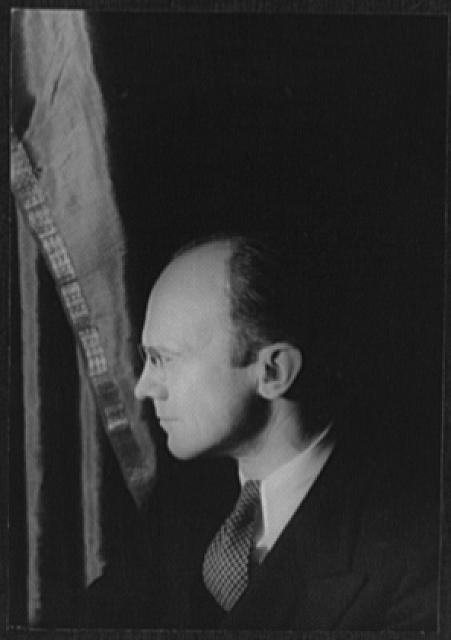
Deems Taylor

Joseph Deems Taylor (22 december 1885 - 3 juli 1966) was een Amerikaans componist, muziekcriticus en promotor van klassieke muziek.

## Carrière
Taylor wilde eigenlijk eerst architect worden, maar ondanks zijn minimale muzikale opleiding besloot hij te gaan componeren. Het resultaat was een serie werken voor orkest en/of stemmen. In 1916 schreef hij de cantate The Chambered Nautilus, gevolgd door Through the Looking-Glass (voor orkest) in 1918, wat hem publieke erkenning opleverde.
Taylor was ook bevriend met de Algonquin Round Table, een groep schrijvers, acteurs en critici die tussen 1919 en 1929 bijna dagelijks bij elkaar kwam in het Algonquin Hotel in Manhattan. Hij had een kortstondige verhouding met Dorothy Parker.
In 1921 verzekerde hij zich van een baan als muziekcriticus voor de New York World, een post die hij bekleedde toen hij door de Metropolitan Opera gevraagd werd een componist voor een nieuwe opera te zoeken. Hij gaf zijn eigen naam op, wat geaccepteerd werd met als resultaat The King's Henchman, op een libretto van Edna St. Vincent Millay. Peter Ibbetson volgde in 1929.
Taylor was zijn gehele leven promotor van klassieke muziek, waarbij hij voor de radio werkte en als commentator voor het New York Philharmonic. Hij verscheen in 1940 in Walt Disneys film Fantasia als ceremoniemeester, en selecteerde de muziekstukken die in de film gebruikt werden, inclusief het destijds controversiële Le Sacre du printemps. Hij verzorgde het commentaar op het technische verhaal achter de opname van het werkelijke kanonvuur en carillon voor de beroemde opname van Tsjaikovski's Ouverture 1812. Hij was ook regelmatig te gast bij het radioquizprogramma Information Please.
Taylor fungeerde ook zes jaar lang als voorzitter van het American Society of Composers, Authors and Publishers (ASCAP). De ASCAP Deems Taylor Awards werden in 1967 ingesteld om zijn nagedachtenis te eren. De Deems Taylor Award selecteert boeken, artikelen, uitzendingen en websites op muziekgebied vanwege hun uitstekende inhoud.
Zijn werk als commentator en criticus overschaduwde uiteindelijk zijn werk als componist. Begin jaren 50 was hij regelmatig panellid bij het spelprogramma van de NBC, Who Said That?, samen met H.V. Kaltenborn, Peggy Ann Garner en Boris Karloff. Taylors muziek is vaak grappig, behendig gevormd, goed getimed en onderhoudend. De basisstijl van zelfs zijn latere werken is academisch post-romantisch, die alle invloeden van progressieve trends weerstond, behalve misschien in orkestratie. Dit conservatisme, met gebrek aan sterk omlijnd individueel profiel of gevoel van diepe overtuiging, helpt misschien de aanvankelijk enthousiaste acceptatie van Talors werk verklaren, maar verklaart waarschijnlijk ook waarom zijn muziek later zo goed als vergeten is.

## Persoonlijk leven
Taylor werd geboren in New York uit JoJo en Katherine Taylor. Hij bezocht de Universiteit van New York. Hij trouwde drie keer. Zijn eerste vrouw was Jane Anderson. Zij trouwden in 1910 en scheidden in 1918. In 1921 trouwde hij met actrice en schrijfster Mary Kennedy. Zij kregen een dochter, Joan Kennedy Taylor in 1926, en scheidden in 1934. Taylor trouwde met zijn derde en laatste vrouw, kostuumontwerpster Lucille Watson-Little, in 1945. Ze scheidden acht jaar later.
De acteur James LeGros speelde Taylor in de film Mrs. Parker and the Vicious Circle uit 1994.
- Bibsys: 90598033
- Biblioteca Nacional de España: XX4679288
- Bibliothèque nationale de France: cb15072717f (data)
- Gemeinsame Normdatei: 117248681
- International Standard Name Identifier: 0000 0001 0991 9943
- Library of Congress Control Number: n50016862
- Nationale Bibliotheek van Letland: 000299207
- MusicBrainz: 93f81e5b-aa89-4218-85b3-76c709b6e3af
- National Archives and Records Administration: 10582386
- Nationale Bibliotheek van Tsjechië: mzk2010602078
- Nationale bibliotheek van Australië: 35540982
- Nationale Bibliotheek van Israël: 987007268839405171
- Nationale Bibliotheek van Polen: a0000002640677
- Nederlandse Thesaurus van Auteursnamen: 120515679
- Istituto Centrale per il Catalogo Unico: SBLV069846
- LIBRIS: 303778
- SNAC: w65m66t3
- Système universitaire de documentation: 069787875
- Trove: 989715
- Virtual International Authority File: 79207316
- WorldCat: E39PBJghpgqb33tyCbXpM789jC